# Józef Jedlicz

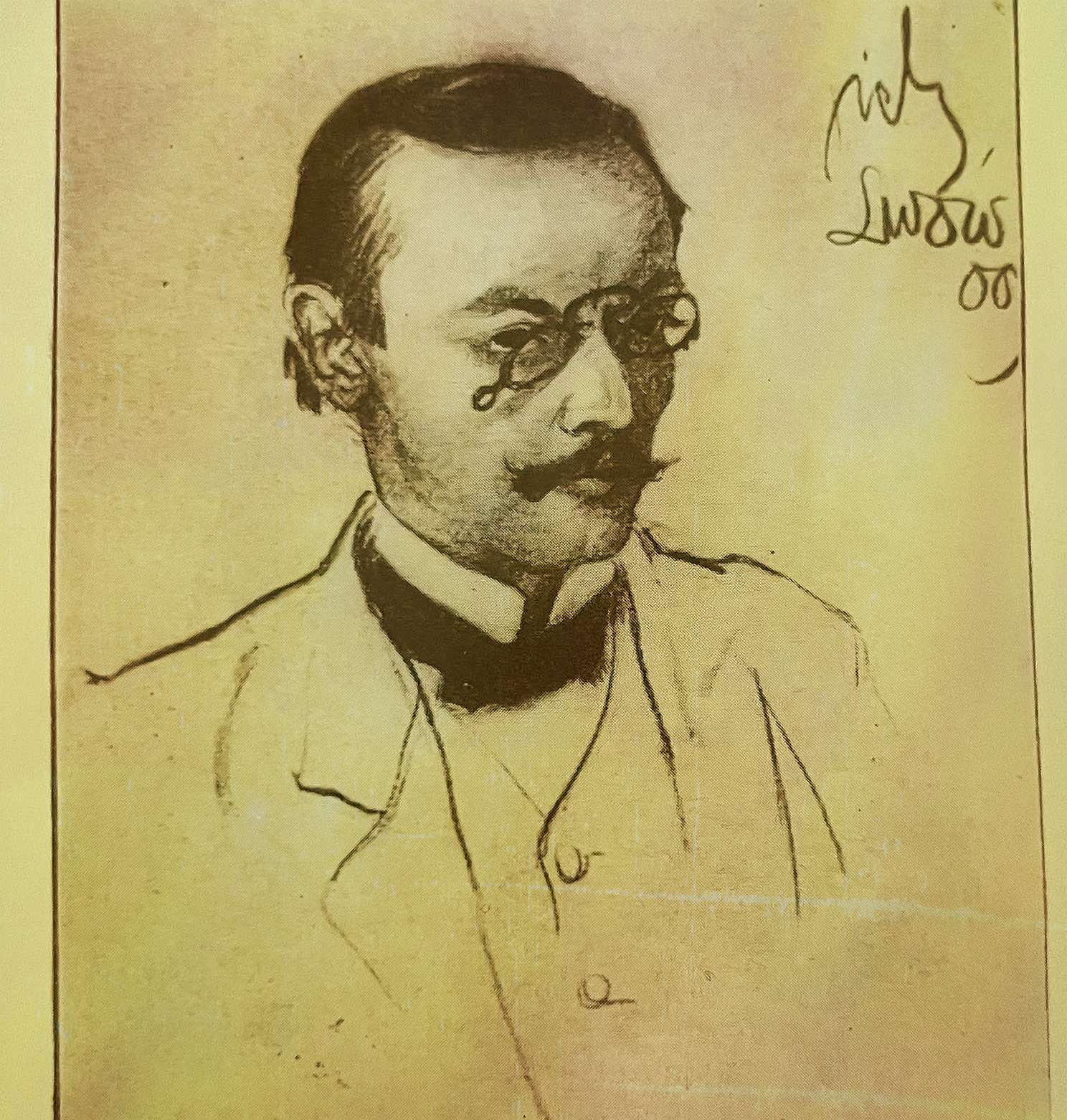
Portret Józefa Jedlicza narysowany przez Kazimierza Sichulskiego.

Józef Jedlicz, właśc. Józef Kapuścieński (ur. 20 marca 1878 we Wróblówce, zm. 20 lutego 1955 w Warszawie) – polski poeta, pisarz i tłumacz okresu Młodej Polski; także nauczyciel, popularyzator kultury oraz samorządowiec.
Za życia opublikował niewiele książek. Debiutancki tom, Słoneczna pieśń, ukazał się w 1904 roku, a następny, Nieznanemu Bogu, w 1912 roku. Publikacja trzeciego, Tajemnica obrazu, nigdy nie doszła do skutku. Jako poeta sytuował się blisko symbolizmu oraz tzw. „liryki nastrojowej”, której głównym tematem było poszukiwanie Boga w tajemnicy człowieka i natury. Nowele opublikowane w tomie Jasny i Czarny z 1909 roku koncentrowały się na naturalistycznych obrazach biedy oraz trudnych warunków życia na Podhalu.
Poezja Jedlicza odzwierciedla typowe dla pokolenia Młodej Polski dążenia metafizyczne. Krytycy i historycy literatury wskazują jednocześnie na oryginalny rys tej liryki wynikający z chłopskiego pochodzenia poety.

## Życiorys
Pochodził z rodziny chłopskiej na Podhalu. Był synem Jakuba Kapuściarza i Marii z Ciechanowskich. Żonaty z Heleną Kissowicz. Ukończył gimnazjum w Krakowie, później studia na wydziale filozoficznym Uniwersytetu Jagiellońskiego. Pracował jako nauczyciel gimnazjalny w Jaśle i Krakowie, a od 1907 jako dziennikarz. W latach 1925–1928 był kierownikiem literackim Teatrów Miejskich we Lwowie oraz redagował „Wiadomości Teatralne”, a w sezonie 1938/39 „Scenę Lwowską”. Przez wiele lat pracował w lwowskim magistracie. 

## Twórczość
Wydał tom opowiadań Jasny i Czarny (1909), tomy poezji Słoneczna pieśń (1904), Nieznanemu Bogu (1912). 
W poezji wykorzystywał motywy charakterystyczne dla epoki Młodej Polski. Obok nich łączył akcenty buntu przeciw światu, marzenia, ze zwątpieniem w możliwość realizacji ideałów. Wyrażał również przywiązanie do ziemi i chłopskim korzeni, ich mitologizację, eksponowanie wartości społecznych i moralnych związanych z tą warstwą.
Tłumaczył m.in. Arystofanesa, Walta Whitmana, E.T.A. Hoffmanna i Dario Niccodemiego.

## Odznaczenia
- 4 listopada 1937 Józef Jedlicz został odznaczony Srebrnym Wawrzynem Akademickim w uznaniu „za szerzenie zamiłowania do literatury polskiej”[5].